# 卡累利阿軍團
卡累利阿軍團（芬蘭語：Karjalan armeija）是芬蘭國防軍在第二次世界大戰期間的一支軍團，組建於與蘇聯爆發「繼續戰爭」後四天，主要任務為對蘇聯卡累利阿地區進行攻勢作戰，也是芬蘭國防軍最大的野戰軍單位。

## 歷史
冬季戰爭結束後，歷史上原屬於芬蘭的卡累利阿地區被蘇聯所吞併，因此在1941年6月25日，在納粹德國的支持下，芬蘭開始了收復失去領土的軍事行動，其名為「繼續戰爭」。戰爭開始後4天，芬蘭陸軍參謀長下令建立專用於進攻卡累利阿的軍團，由前陸軍參謀長埃里克·海因里克斯當任軍團司令。開戰後，卡累利阿軍團下轄的第6軍（由帕沃·塔尔韦拉指揮）很快便擊敗強烈抵抗的蘇軍，攻抵1939年的邊界。同樣從屬的第7軍（由沃德瑪·赫格倫德指揮）也在兩週內完成了預定的任務。同年8月，芬蘭軍隊已經基本攻佔了1939年時所有失去的領土，但芬蘭國防部長卡爾·古斯塔夫·埃米爾·曼納海姆決定繼續進攻卡累利阿的大部份地區（自1918年便由蘇聯吞併，且大多居民為芬蘭人）。9月4日，芬軍再度展開進攻，攻佔多座城市，如彼得羅扎沃茨克。1941年12月，芬軍攻抵斯維里河，前線戰鬥趨於穩定，芬軍之後便不再進行重大進攻。1942年3月1日，卡累利阿軍團解散，改組為「奧努斯集群」、「卡累利阿地峽集群」和「瑪塞爾凱集群」。

## 軍團司令
- 埃里克·海因里克斯步兵上將：1941年6月29日至1942年1月29日
- 卡爾·倫納爾特·厄什（英语：Karl Lennart Oesch）中將：1942年1月29日至1942年3月1日

## 下轄單位
- 第6軍：由帕沃·塔尔韦拉（英语：Paavo Talvela）指揮
- 第7軍：由沃德瑪·赫格倫德（英语：Woldemar Hägglund）指揮
- 奧伊諾寧集群（芬蘭語：Ryhmä Oinonen）
- 德國第163步兵師

## 註腳
1. ↑  Kinnunen & Kivimäki（2011年），第154页